# Mike Thompson
Mike Thompson właściwie Charles Michael Thompson (ur. 24 stycznia 1951 w St. Helena) – amerykański polityk, członek Partii Demokratycznej.

## Działalność polityczna
Od 1990 zasiadał w stanowym Senacie Kalifornii. W okresie od 3 stycznia 1999 do 3 stycznia 2013 przez siedem kadencji był przedstawicielem 1. okręgu, a od 3 stycznia 2013 jest przedstawicielem 5. okręgu wyborczego w stanie Kalifornia w Izbie Reprezentantów Stanów Zjednoczonych.